# Alien Sex Fiend

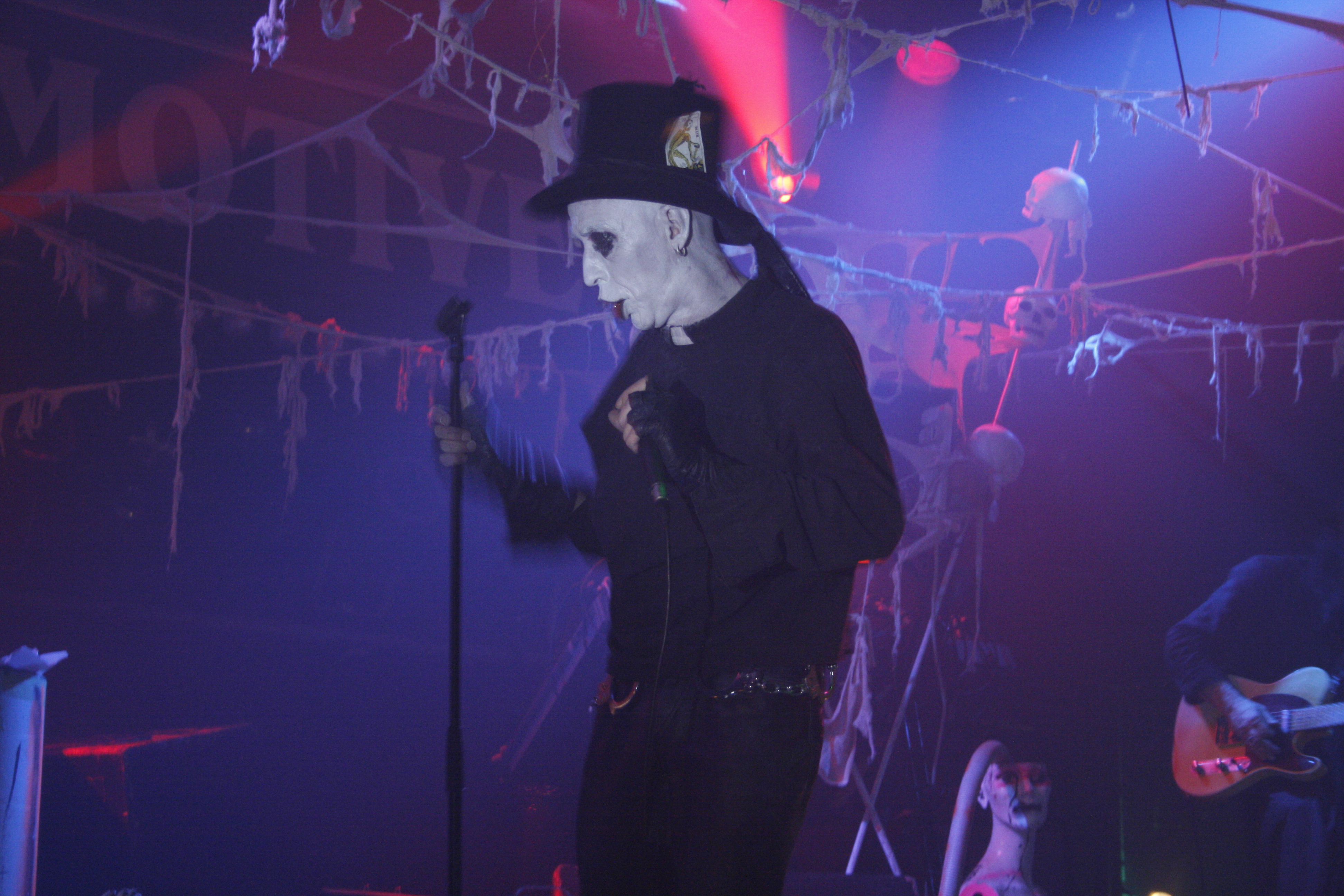
Nik Fiend w 2007 roku

Alien Sex Fiend – brytyjski zespół rockowy, założony w 1981 w Londynie i nagrywający muzykę łączącą ze sobą rocka, punk rocka, muzyki elektronicznej, rocka gotyckiego, nową falę oraz psychobilly.
Zespół zadebiutował koncertem w nocnym klubie Batcave w Londynie. Niedługo później muzycy wydali swój pierwszy singiel „Ignore the Machine”, dzięki któremu zdobyli popularność w kraju. W kolejnych latach wylansowali także przeboje: „Lips Can’t Go”, „Rip”, „Dead and Buried”, „E.S.T. (Trip to the Moon)”, „I’m Doing Time in a Maximum Security Zone”, „Smells Like Shit”, „Stuff the Turkey” i „Haunted House”.

## Pierwszy skład zespołu[1]
- Nik Fiend (Nicholas Wade) – śpiew
- Mrs. Fiend (Christine Wade) – instrumenty klawiszowe
- Yaxi – gitara

## Dyskografia (wybór)

### Albumy studyjne
- 1983: Who’s Been Sleeping In My Brain?
- 1984: Acid Bath
- 1985: Maximum Security
- 1986: The First Compact Disc  (CD)
- 1986: It – The Album
- 1987: The Impossible Mission Mini-LP  (USA)
- 1987: Here Cum Germs
- 1988: Another Planet
- 1990: Curse
- 1992: Open Head Surgery
- 1993: The Legendary Batcave Tapes
- 1994: Inferno
- 1997: Nocturnal Emissions
- 2000: Nocturnal Emissions (Special Edition)
- 2004: Information Overload
- 2010: Death Trip
- 2018: Possessed

### Albumy koncertowe
- 1985: Liquid Head In Tokyo
- 1989: Too Much Acid?